# دینوستراتوس
دینوستراتوس ریاضیدان یونانی که در نیمهٴ دوم قرن چهارم ق م برآمد. او برادر منایخموس بود.
دینوستراتوس قوس تربیع را برای تربیع دایره به کار برد، و در تنظیم کتاب درسی هندسهٴ تئودیوس شرکت جست.